# Moréac
Moréac (tiếng Breton: Mourieg) là một xã ở tỉnh Morbihan trong vùng Bretagne tây bắc Pháp. Xã này có diện tích 60,3 km², dân số năm 1999 là 2893 người. Khu vực này có độ cao từ 57-149 mét trên mực nước biển.
Cư dân của Moréac danh xưng trong tiếng Pháp là Moréacois.

## Tiếng Bretagne
Năm 2007, có 24,2% trẻ em học trường song ngữ ở cấp tiểu học.